# Mimeugnosta
Mimeugnosta is een geslacht van vlinders van de familie bladrollers (Tortricidae).

## Soorten
- M. chascax Razowski, 1994
- M. enopla Razowski & Becker, 1986
- M. particeps Razowski, 1986